# 井口時男
井口 時男（いぐち ときお、1953年2月3日 - ）は、日本の文芸評論家、俳人。

## 経歴
新潟県南魚沼市出身。長岡工業高等専門学校三年修了退学後、東北大学文学部卒業。1983年、中上健次論「物語の身体」で群像新人文学賞評論部門受賞。1987年7月、最初の著作『物語論/破局論』を論創社から上梓。1990年、永山則夫の日本文芸家協会入会拒否事件で、柄谷行人らに続いて協会を退会。12月、東京工業大学助教授、のち教授。1991年、湾岸戦争への自衛隊派遣に抗議し、柄谷行人、中上健次、津島佑子、田中康夫らとともに『湾岸戦争に反対する文学者声明』を発表する。1994年、評論集『悪文の初志』で平林たい子文学賞受賞。1997年、『柳田國男と近代文学』で伊藤整文学賞受賞。2011年、東工大を退職。2020年、『蓮田善明　戦争と文学』で第70回芸術選奨文部科学大臣賞受賞。2023年、句集『その前夜』により、第78回現代俳句協会賞受賞。

## 著書
- 『物語論／破局論』（論創社、1987）
- 『悪文の初志』（講談社、1993）
- 『柳田國男と近代文学』（講談社、1996）
- 『批評の誕生／批評の死』（講談社、2001）
- 『危機と闘争――大江健三郎と中上健次』（作品社、2004）
- 『暴力的な現在』（作品社、2006）
- 『少年殺人者考』（講談社、2011）
- 『永山則夫の罪と罰――せめて二十歳のその日まで』（コールサック社、2017）
- 『蓮田善明　戦争と文学』（論創社、2019）
- 『大洪水の後で――現代文学三十年』（深夜叢書社、2019）
- 『金子兜太――俳句を生きた表現者』（藤原書店、2021）
- 『井口時男批評集成』（月曜社、2025）
- 『近代俳句の初志――子規から新興俳句・震災俳句・沖縄俳句まで』（コールサック社、2025）

### 句集
- 『天來の獨樂』（第一句集、深夜叢書社、2015）
- 『をどり字』（第二句集、深夜叢書社、2018）
- 『その前夜』（第三句集、深夜叢書社、2022）

### 共著
- 『文学を科学する』（岩山真・徃住彰文共著、朝倉書店、1996）